# Ganshyam Bhai Oza
Ganshyam Bhai Oza (Gujarati: ઘનશ્યામભાઈ ઓઝા; * 25. Oktober 1911; † 12. Juli 2002 in Ahmedabad, Gujarat) war ein indischer Politiker des Indischen Nationalkongresses (INC) sowie später der Janata Party (JNP), der unter anderem von 1957 bis 1967 sowie erneut zwischen 1971 und 1972 Mitglied der Lok Sabha war, der Ersten Kammer des Indischen Parlaments (Bhāratīya Saṃsad). Er war zudem zwischen 1972 und 1973 Chief Minister von Gujarat. Er gehörte ferner von 1978 bis 1984 als Mitglied der Rajya Sabha an, der Zweiten Kammer des Parlaments.

## Leben
Oza, Sohn von Shri Chhotalal, absolvierte nach dem Schulbesuch ein grundständiges Studium und schloss dieses mit einem Bachelor of Arts (B.A.). Nachdem er ein postgraduales Studium der Rechtswissenschaften mit einem Bachelor of Laws (LL.B.) abgeschlossen hatte, war er als Rechtsanwalt tätig. Daneben engagierte er sich als Mitglied der Senate der Gujarat University sowie der Saurashtra University.
Nach der Unabhängigkeit Indiens vom Vereinigten Königreich am 15. August 1947 wurde Oza 1948 Mitglied der Legislativversammlung des Staatenbundes Saurashtra, der er bis 1956 angehörte. 1951 wurde er von Chief Minister Uchharangray Navalshankar Dhebar in die Staatsregierung von Saurashtra berufen und fungierte unter diesem sowie unter dessen Nachfolger Rasiklal Umedchand Parikh bis 1956 als Minister für Landeseinnahmen, Arbeit, Kommunale Selbstverwaltung, Industrie und Versorgung. Nach der Angliederung Saurashtras in den Bundesstaat Bombay am 1. November 1956 aufgrund des States Reorganisation Act wurde er Mitglied der Legislativversammlung des Bundesstaates Bombay und gehörte dieser bis 1957 an.
Bei der Wahl zwischen dem 24. Februar und dem 15. März 1957 wurde Oza für den Indischen Nationalkongress (INC) erstmals Mitglied der Lok Sabha, der Ersten Kammer des Indischen Parlaments (Bhāratīya Saṃsad). Dieser gehörte er nach seiner Wiederwahl bei der Wahl vom 19. bis 25. Februar 1962 bis zur Wahl vom 15. bis 21. Februar 1967 an. Er war später von 1970 bis 1971 Vorsitzender der Industrieentwicklungsgesellschaft von Gujarat. Bei der Wahl vom 1. bis 10. März 1971 wurde er für den INC abermals zum Mitglied der Lok Sabha gewählt und vertrat dort bis 1972 den Wahlkreis Gujarat-Rajkot. Im Mai 1971 wurde er von Premierministerin Indira Gandhi in deren zweites Kabinett berufen und fungierte dort bis August 1972 als Staatsminister beim Minister für industrielle Entwicklung Moinul Hoque Choudhury.
Nach einer vorübergehenden Präsidialregierung (President’s rule) von Staatspräsident V. V. Giri über den Bundesstaat Gujarat zwischen dem 13. Mai 1971 und dem 16. August 1972 wurde Oza am 17. August 1972 Chief Minister von Gujarat und übte dieses Amt elf Monate lang bis zum 19. Juli 1973 aus. Sein Nachfolger wurde daraufhin am 20. Juli 1973 Chimanbhai Patel, der ebenfalls dem INC angehörte. Er war zwischen 1972 und 1974 auch Mitglied der Legislativversammlung von Gujarat.
1977 trat Oza aus dem INC aus und schloss sich der von Morarji Desai, Chaudhary Charan Singh, Lal Krishna Advani, Surendra Mohan und Ram Dhan gegründeten Janata Party (JNP) an. Am 10. April 1978 wurde er für die JNP Mitglied der Rajya Sabha, der Zweiten Kammer des Parlaments, und vertrat in dieser bis zum 9. April 1984 den Bundesstaat Gujarat.
Aus seiner im Mai 1931 mit Shrimati Ramalaxmi geschlossenen Ehe gingen zwei Söhne und zwei Töchter hervor.